# Miguel Montaño
Miguel Montaño (Palmira, Colombia; 25 de junio de 1991) es un futbolista colombiano. Juega de delantero.

## Trayectoria

### Quilmes AC
Miguel Montaño comenzó su carrera jugando en las inferiores del Quilmes Atlético Club en 2009, donde disputó 19 partidos y anotó 13 goles. 

### Seattle Sounders FC
En 2010 paso al Seattle Sounders FC, el 8 de mayo Montaño se convirtió en el jugador más joven en la historia del club al debutar contra Los Ángeles Galaxy. 

### Montreal Impact
Para la temporada 2012 es cedido por un año al club de expansión de la Major League Soccer, Montreal Impact.

### Birkirkara FC
El 17 de septiembre del 2015 es anunciado como nuevo jugador del Birkirkara FC firmando por dos temporadas pero siendo habilitado hasta enero del 2016.

## Clubes
| Club                 | País           | Temporadas  | Partidos | Goles' |
| -------------------- | -------------- | ----------- | -------- | ------ |
| Quilmes              | Argentina      | 2009 - 2010 | 19       | 13     |
| Seattle Sounders     | Estados Unidos | 2010 - 2011 | 15       | 3      |
| Montreal Impact      | Canadá         | 2012        | 9        | 3      |
| Deportivo Cali       | Colombia       | 2012        | 1        | 0      |
| Cúcuta Deportivo     | Colombia       | 2013        | 8        | 1      |
| Uniautónoma          | Colombia       | 2013        | 18       | 5      |
| Quilmes              | Argentina      | 2014 - 2015 | 14       | 2      |
| Birkirkara FC        | Malta          | 2015        | 0        | 0      |
| Victoria Hotspurs FC | Malta          | 2015 - 2016 | 20       | 10     |
| Orsomarso SC         | Colombia       | 2018        | 25       | 2      |
| Victoria Hotspurs FC | Malta          | 2019        | 1        | 1      |

## Palmarés

### Torneos nacionales
| Distinción               | Año  |
| ------------------------ | ---- |
| Lamar Hunt U.S. Open Cup | 2009 |
| Lamar Hunt U.S. Open Cup | 2010 |
| Lamar Hunt U.S. Open Cup | 2011 |